# Gué-d'Hossus
Gué-d'Hossus är en kommun i departementet Ardennes i regionen Grand Est (tidigare regionen Champagne-Ardenne) i nordöstra Frankrike. Kommunen ligger  i kantonen Rocroi som ligger i arrondissementet Charleville-Mézières. År 2022 hade Gué-d'Hossus 504 invånare.

## Befolkningsutveckling
Antalet invånare i kommunen Gué-d'Hossus
Referens: INSEE